# Giả thuyết UFO quân sự
Giả thuyết UFO quân sự hay giả thuyết quân sự nhằm đưa ra lời giải thích UFO thực ra là một loại máy bay thử nghiệm bí mật được phát triển dành cho mục đích quân sự.